# Leptura
Leptura är ett släkte av skalbaggar som beskrevs av Carl von Linné 1758. Leptura ingår i familjen långhorningar.

## Bildgalleri

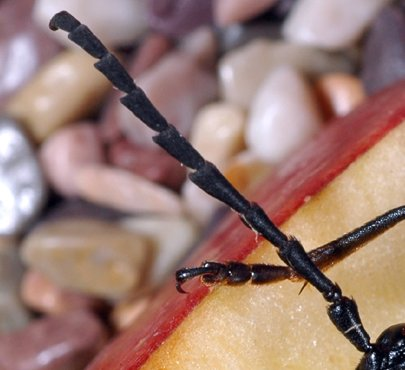
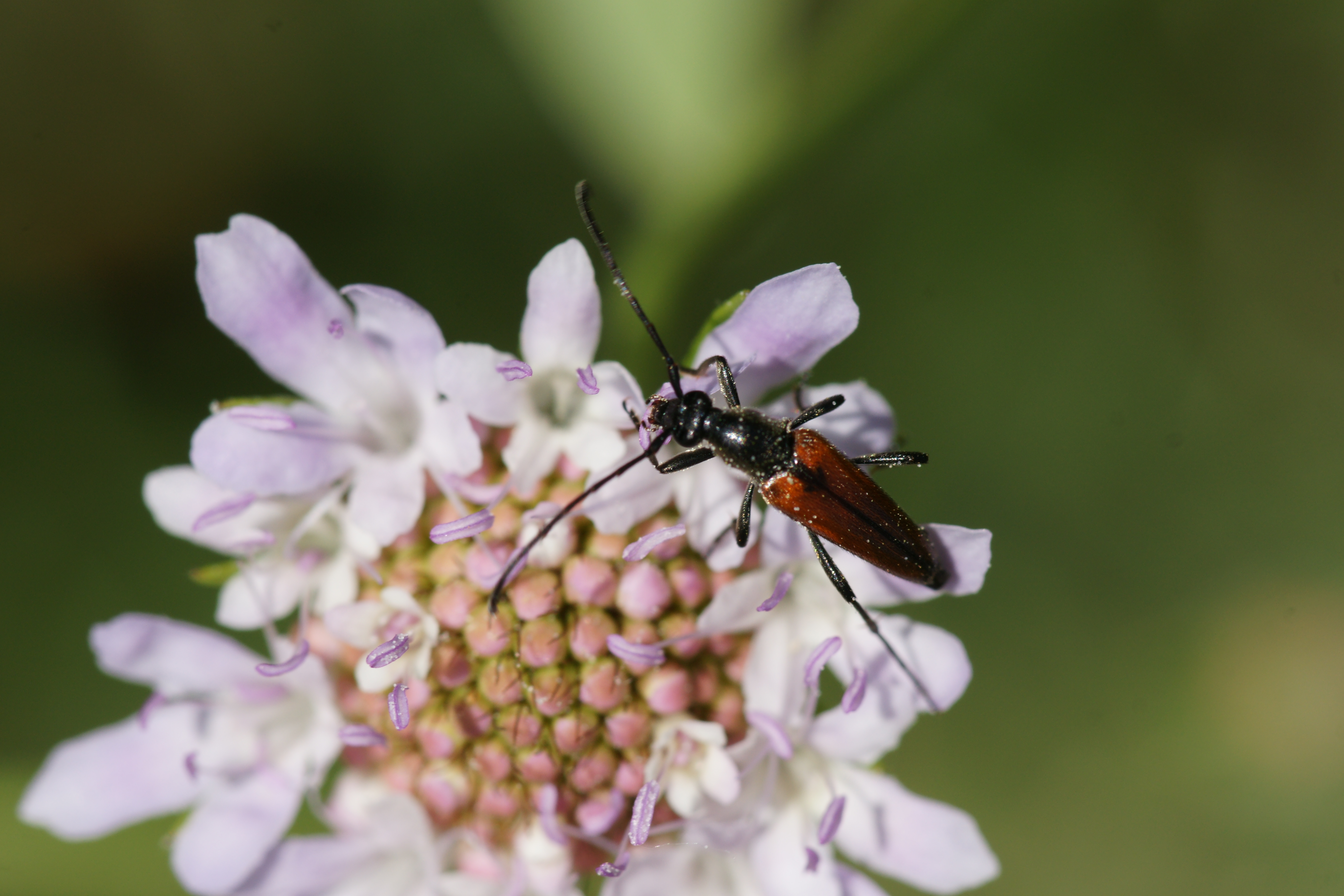
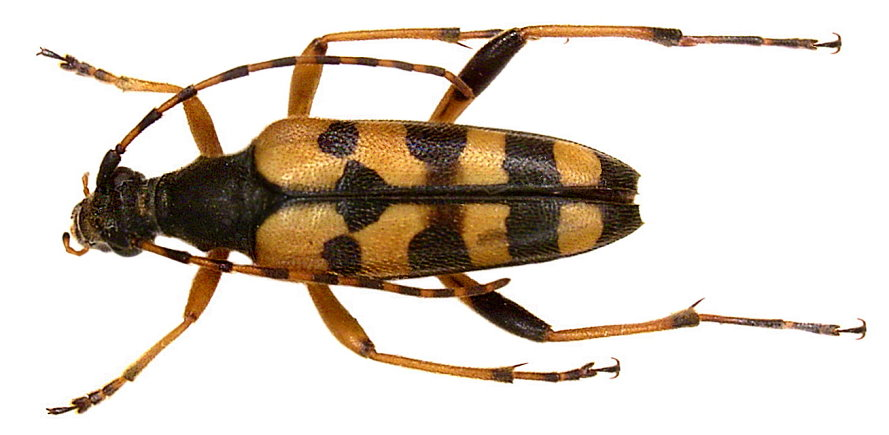

## Dottertaxa tillLeptura, i alfabetisk ordning[1][2]
- Leptura abdominalis
- Leptura aethiops
- Leptura alticola
- Leptura ambulatrix
- Leptura annularis
- Leptura anthracina
- Leptura arcifera
- Leptura atrimembris
- Leptura auratopilosa
- Leptura aurosericans
- Leptura aurulenta
- Leptura barkamica
- Leptura bocakorum
- Leptura cordis
- Leptura cuprea
- Leptura daliensis
- Leptura dimorpha
- Leptura fisheriana
- Leptura formosomontana
- Leptura fruhstorferi
- Leptura gradatula
- Leptura grahamiana
- Leptura guerryi
- Leptura hovorei
- Leptura kerniana
- Leptura kubani
- Leptura latipennis
- Leptura longeattenuata
- Leptura longipennis
- Leptura mimica
- Leptura modicenotata
- Leptura mushana
- Leptura naxi
- Leptura nigroguttata
- Leptura pacifica
- Leptura petrorum
- Leptura plagifera
- Leptura plebeja
- Leptura ponderosissima
- Leptura propinqua
- Leptura quadrifasciata
- Leptura rufomaculata
- Leptura semicornis
- Leptura sequoiae
- Leptura shirarakensis
- Leptura subhamata
- Leptura subtilis
- Leptura taranan
- Leptura tattakana
- Leptura tenuicornis
- Leptura wickhami
- Leptura yakushimana
- Leptura yulongshana
- Leptura zonifera